# Іден Філпоттс
Іден Філпоттс (англ. Eden Phillpotts; 4 листопада 1862, Маунт-Абу, штат Раджастхан, Індія — 29 грудня 1960, Бродкліст, Девон, Англія) — британський письменник, поет, драматург, автор численних детективних романів, а також науково-фантастичних творів. Деякі свої роботи він підписував псевдонімом Гаррінгтон Хекст.

## Біографія
Навчався в Плімуті, Девон і працював у страховій конторі протягом десяти років, потім присвятив себе театру та письменництву.
Плідний письменник, він опублікував понад двісті п'ятдесят книжок, серед них декілька десятків фантастичних книг. У 1888 році опубліковано його перше оповідання «Моя пригода в летючому шотландцеві», вибране Еллері Квін (1905—1982) для свого «Кворуму королеви», добірки зі ста двадцяти п'яти найкращих детективних оповідань. Ця історія, майже забута широкою публікою, була, за чутками, написана для залізничної компанії, яка була в центрі історії, Лондона і Північно-Західного, як реклама.
Іден Філпоттс також відомий тим, що заохочував молоду сусідку Агату Міллер писати. Згодом вона стане всесвітньо відомою як Агата Крісті (1891—1976).